# Paphia kudukii
Paphia kudukii är en ljungväxtart som först beskrevs av Jan Frederik Veldkamp, och fick sitt nu gällande namn av P.F.Stevens. Paphia kudukii ingår i släktet Paphia och familjen ljungväxter. Inga underarter finns listade i Catalogue of Life.